# 七日間の戦い
七日間の戦い（なのかかんのたたかい、英:Seven Days Battles）は、南北戦争の東部戦線の一部であり、1862年6月25日から7月1日の七日間に一連の6度の大きな戦闘が行われた。南軍の将軍ロバート・E・リーが、侵入してきた北軍のジョージ・マクレラン少将が指揮するポトマック軍を、リッチモンド付近からバージニア半島を下って追い出した。この戦いは半島方面作戦の最終段階となるものであり、独立した方面作戦ではない。
七日間の戦いは6月25日に北軍が仕掛けたオークグラブの小さな戦いで始まったが、リー軍は6月26日のビーバーダム・クリークの戦い、6月27日のゲインズミルの戦い、6月27日と28日のガーネッツ・アンド・ゴールディングズ・ファームの小戦闘、および6月29日のサベイジ駅での北軍の後衛に対する攻撃と続く、一連の攻撃を始めたことで、北軍のマクレランは直ぐに主導権を失った。マクレランのポトマック軍はずるずると後退を続け、安全圏であるジェイムズ川のハリソンズランディングに向かった。リー軍が北軍を捕まえる最後の機会は6月30日のグレンデイルの戦いだったが、命令通りに軍が動かず、北軍がマルバーンヒルの強固な防御陣地に逃げ込むことを許した。7月1日のマルバーンヒルの戦いではリーが無益な正面攻撃を敢行させ、強固な歩兵と砲兵の守りにあって大きな損失を出した。
七日間の戦いは、マクレラン軍がジェイムズ川に隣接する比較的安全な場所まで撤退して終わり、退却の過程でおよそ16,000名の損失を出した。リー軍は七日間の間攻勢を続けたが、20,000名以上の損失を出した。リーは、マクレランがもはやリッチモンドに対する脅威となることはないと確信し、北へ動いて北バージニア方面作戦とメリーランド方面作戦に進んだ、

## 半島方面作戦の開始
半島方面作戦はマクレランがアメリカ連合国の首都リッチモンドを占領して戦争を終わらせようとしたものであり、不成功に終わった。1862年3月、マクレランのポトマック軍がバージニア半島の先端にあるモンロー砦に上陸した時に始まった。緩りとまた慎重に半島を進んだマクレラン軍は一連の小さな戦闘を行い、首都を守るために同じくらい慎重な南軍のジョセフ・ジョンストン将軍を包囲したりして、じわじわと後退させリッチモンドからは6マイル (10 km)の所まで達した。そこで、5月31日と6月1日にセブンパインズの戦い（フェアオークスの戦いともいう）が起こった。この戦いは戦術的には引き分けたが、戦争の行方には大きな影響を与えた。ジョンストンは負傷し、より攻撃的なロバート・E・リー将軍にすげ替えられた。リーはその防御線を拡げ、北バージニア軍を組織するために1ヶ月近くを費やした。マクレランはその対峙する敵軍に対して受動的なまま七日間の戦いまで留まっていた。リーは戦争の初期に慎重だという評判を取っており、マクレラン軍に対して勢力が劣っていることを認識していたが、攻勢を採ろうと考え、戦争の残り期間彼を特徴づけることになる攻撃的性格のものになった。

## 対戦した勢力
この七日間の戦いには両軍合わせて約20万人の戦力が投入されたが、双方の将軍達の不慣れさや慎重さもあって、適切な戦力の集中が行われず、決定的な戦術的勝利を生まなかった。
南軍側では、リーの北バージニア軍がジョンストンから引き継いだものより大きくなり、総勢で92,000名となった。これは南北戦争の残り期間を考えてもリーが指揮した軍隊としては最大のものとなった。
- ストーンウォール・ジャクソン少将、バレー方面作戦での勝利から到着したばかりであり、自身の師団（この時はチャールズ・S・ワインダー准将が指揮）、およびリチャード・イーウェル少将、ウィリアム・H・C・ホワイティング准将とD・H・ヒル少将の各師団で構成されていた。
- A・P・ヒル少将の「軽師団」（軽装で動き、素早い操軍や攻撃が可能だったのでこう名付けられた）、チャールズ・W・フィールド、マクしー・グレッグ、ジョセフ・R・アンダーソン、ローレンス・オブライアン・ブランチ、ジェイムズ・J・アーチャーおよびウィリアム・ドーシー・ペンダー各准将の旅団で構成されていた。
- ジェイムズ・ロングストリート少将の師団、ジェイムズ・L・ケンパー、リチャード・H・アンダーソン、ジョージ・ピケット、カドマス・M・ウィルコックス、ロジャー・A・プライアおよびウィンフィールド・スコット・フェザーストン各准将の旅団で構成されていた。ロングストリートはヒルの軽師団に対する作戦指揮権もあった。
- ジョン・B・マグルーダー少将はラファイエット・マクローズ少将、デイビッド・R・ジョーンズ准将の各師団を指揮し、またハウエル・コブ准将が指揮するマグルーダー自身の師団も指揮した。
- ベンジャミン・フーガー少将の師団、ウィリアム・マホーン、アンブローズ・R・ライト、ルイス・アーミステッドおよびロバート・ランソム・ジュニア各准将の旅団で構成されていた。
- テオフィラス・H・ホームズの師団、ジュニアス・ダニエル、ジョン・G・ウォーカー、ヘンリー・A・ワイズ各准将の旅団、およびJ・E・B・スチュアート准将の騎兵旅団で構成されていた。

マクレランのポトマック軍は、およそ104,000名おり、セブンパインズの戦いと同様な構成だった。
- 第2軍団、エドウィン・V・サムナー准将指揮、イズラエル・B・リチャードソンおよびジョン・セジウィック各准将の師団。
- 第3軍団、サミュエル・P・ハインツェルマン准将指揮、ジョセフ・フッカーおよびフィリップ・カーニー各准将の師団。
- 第4軍団、エラスムス・D・キーズ准将指揮、ダライアス・コウチおよびジョン・J・ペック各准将の師団。
- 第5軍団、フィッツ・ジョン・ポーター准将指揮、ジョージ・W・モレル、ジョージ・サイクスおよびジョージ・A・マコール各准将の師団。
- 第6軍団、ウィリアム・B・フランクリン准将指揮、ヘンリー・W・スローカムおよびウィリアム・F・"ボールディ"・スミス各准将の師団。
- 予備隊、フィリップ・セントジョージ・クック准将（J・E・B・スチュアートの義父）の騎兵予備隊、およびサイラス・ケイシー准将のホワイトハウス・ランディングにいる物資基地。

## リーの作戦
リーは、セブンパインズの時のジョンストン作戦と同様に、その攻撃作戦は複雑であり、その部下達全てによる専門家的協働行動を要求していた。この作戦は6月23日の作戦会議で練られた。その前面にいる北軍は、チカホミニー川の北岸にいるポーターの約30.000名と南側に散開した60,000名に分かれていた。リーの作戦では、ジャクソンが6月26日の早朝にポーターの右翼を攻め、A・P・ヒルはミードー橋からチカホミニー川に注ぐビーバーダム・クリークに動き、北軍の塹壕に向けて前進する（リーは、幾分希望的に、ポーターが圧力に負けてその塹壕を放棄し、直接正面攻撃をかける必要性を回避するものと期待していた）、この後、ロングストリートとD・H・ヒルがメカニックスビルを通過し戦闘に参加する、フーガーとマグルーダーがリーの真の意図からマクレランの気を逸らせるために、その前面で陽動行動を行う、というものだった。リーは、ポーターが両側から65,000名の軍隊に攻められて圧倒されることを期待し、またリーの2個師団がコールドハーバーに移動してマクレランとホワイトハウスランディングとの通信を遮断できると期待した。しかし、この作戦の実行には重大なやり損ないが伴った。

## 戦闘

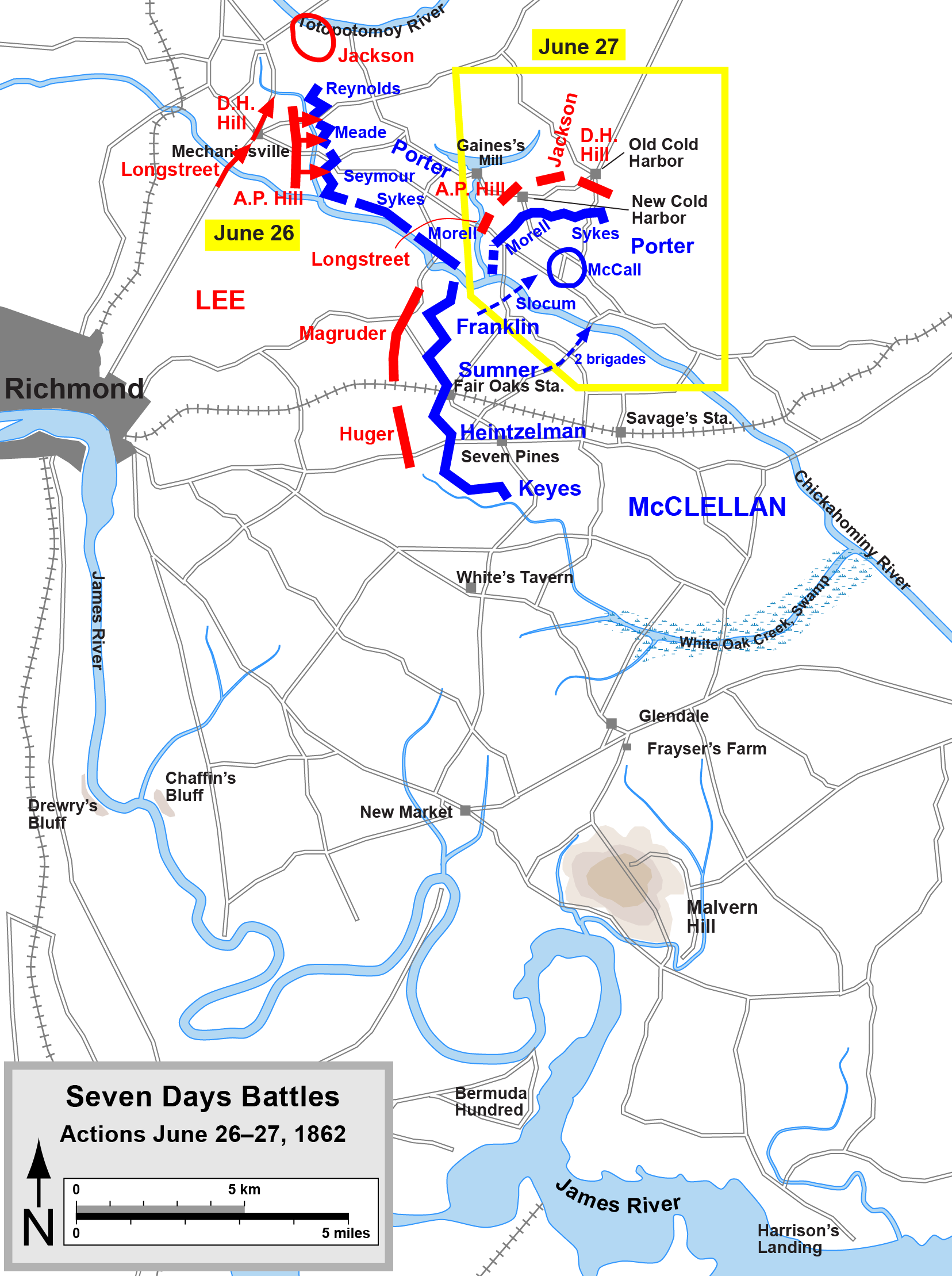
七日間の戦い、6月26日から27日

### オークグラブの戦い（6月25日）
この七日間の大きな戦いの前哨として小さな衝突が起こった。フッカー指揮下の北軍部隊は、リッチモンドを包囲するための大砲を市内近くに動かし南軍の哨戒線を後退させようとして、沼地から攻撃したが、翌朝に始まる南軍の攻撃に影響することは無かった。

### ビーバーダム・クリークの戦い（6月26日）
ビーバーダム・クリークあるいはメカニックスビルの戦いは七日間の戦いで最初の主要戦闘になった。ジャクソン軍は敵との接触が無いままにゆっくりと動き、午後3時までにA・P・ヒルが辛抱できなくなって、命令無しに攻撃を始めた。その結果はヒル軍とマコール師団の間の2時間におよぶ激しい戦闘になった。ポーターはジョン・H・マーティンデイルとチャールズ・グリフィン各准将の旅団でマコール師団を支援し、自隊を展開させて右翼を強化した。ポーターは後退してビーバーダム・クリーク沿いとエラーソンズミルに部隊を集結させた。ジャクソンとその部隊は午後遅くに到着したが、A・P・ヒルあるいはD・H・ヒルの部隊を発見できず、何もしなかった。主要戦闘はその音が聞こえる範囲で起こっていたが、ジャクソンは自隊にその夜の露営を始めるよう命じた。A・P・ヒルは、リーからのその陣地を守れと言う命令があったにも拘わらず、その後にいたロングストリートやD・H・ヒルの部隊と共に攻撃を続けた。その攻撃は大きな損失を出して撃退された。これは北軍の戦術的勝利だったが、戦略的崩壊の始まりでもあった。マクレランは、川の南岸でのフーガーとマグルーダーによる陽動行動によって、戦力的に負けていると思いこむようになり、南東に退いてその後は主導権を取ることが無かった。

### ゲインズミルの戦い（6月27日）
リーは攻勢を続け、南北戦争の中でも南軍による最大の攻撃を仕掛けた（1864年のコールドハーバーの戦いでもほとんど同じ場所で同じような攻撃があり、損害の大きさもほぼ同じだった）。北軍は、ポーターがその戦列を壊して川の北岸で東西に突出し、川の南岸の軍団はそのままの位置に留まるという、半円状の形に集結した。ポーターはマクレランからゲインズミルを如何なる犠牲を払ってでも死守するよう命令を受けており、これで補給物資の基地をジェイムズ川に変えることが意図された。マクレランは部下からマグルーダー隊を攻撃するよう何度も奨められたが、目前には自隊よりも多くの敵がいると信じ怖れ続けていた。A・P・ヒルは早朝からビーバーダム・クリークを越えて攻撃を開始したが、敵の防御戦が軽いことを見出した。午後早くまでに、ヒルはボースン・クリーク沿いに配置されたポーター隊の強い抵抗に遭い、また湿地の多い地形が攻撃の大きな妨げになった。ロングストリート隊がヒル隊の南に到着し、そのような地形を越えて攻撃することの困難さを認識し、ジャクソン隊がヒル隊の左翼から攻撃を掛けるまで遅延した。しかし、この時もジャクソン隊は遅れた。D・H・ヒルの部隊は北軍の右翼を攻撃しサイクスの部隊に抑えられた。D・H・ヒルは後退してジャクソン隊の到着を待った。ロングストリート隊はジャクソン隊が到着し北から攻撃を掛けられるまで戦線を安定させるための陽動攻撃を行うよう命じられた。この攻撃でピケットの旅団が激しい砲火を浴びて後退し、大きな損失を出した。ジャクソン隊は午後3時になってやっと到着し、1日の掴み所のない行軍と反転の後で完全に混乱していた。ポーターの戦線はスローカムの師団がその陣地に動くことで救われた。日没後間もなく、南軍は再度攻撃を掛け、連携がお粗末であったのに今度は北軍の戦列を崩壊させた。ジョン・ベル・フッド准将のテキサス旅団が、その日ピケット旅団がやろうとして未完に終わった北軍戦列に間隙を作ることを成し遂げた。このときもマグルーダー隊が川の南でマクレラン軍を欺し続け、北岸で激しい戦闘が起こっている間も6万名の北軍を動けなくしていた。6月28日の午前4時までに、ポーターはチカホミニー川を越えて撤退し、その後で橋を焼いた。
その夜、マクレランは全軍にジェイムズ川のハリソンズランディングまで後退して基地を確保するよう命じた。この行動は以後の軍事歴史家を悩ませることになった。マクレラン軍は実際には強い陣地にあり、強烈な南軍の攻撃にも耐えており、まだ5個軍団のうちの1軍団しか戦闘に投入していなかった。ポーターは激しい攻撃に対してもうまく凌いでいた。さらに、マクレランは陸軍省が新しくバージニア軍を創設し、それを半島に送ってマクレラン軍を支援するよう命じていたことを知っていた。しかし、リーがマクレランの自信を無くさせ、マクレランは主導権についてはリーに遅れを取った。マクレランは陸軍長官に宛てて電報を打ち、その中には「もし私がこの軍隊を救えば、私は貴方やワシントンの他の人たちに感謝することは無いとはっきり言う。貴方はこの軍隊を犠牲にするために最善を尽くした」という文章が入っていた（軍事電報局は陸軍長官に電文の写しを渡す前にこの文章を削除した）。マクレランはキーズの第4軍団にグレンデイルの西に動いて全軍の撤退を支援するよう命じ、ポーターにはマルバーンヒルの高地に陣取って防御的陣地を作るよう命じた。補給部隊は川に沿って南に向かうよう命じた。マクレランは撤退の正確な道筋を示すことなく、また副指揮官を指名することもなく、ハリソンズランディングに向けて出発した。七日間の残りの期間、マクレランが直接戦闘の指揮を執ることはなかった。

### ガーネッツ・アンド・ゴールディングズ・ファームの小戦闘（6月27日と28日）
南軍はゲインズミルでやっていたことの延長として、川の南岸で小規模の示威行動と攻撃を行った。マグルーダーの示威行動の副産物としてジョージ・T・アンダーソン大佐とロバート・トゥームズ准将の旅団が、北軍のウィンフィールド・スコット・ハンコック准将の旅団と激しく交戦した。トゥームズは翌朝も攻撃を再開し、27日よりも戦果を挙げたが、ガーネット農園からの激しい砲火に遭って撤退した。

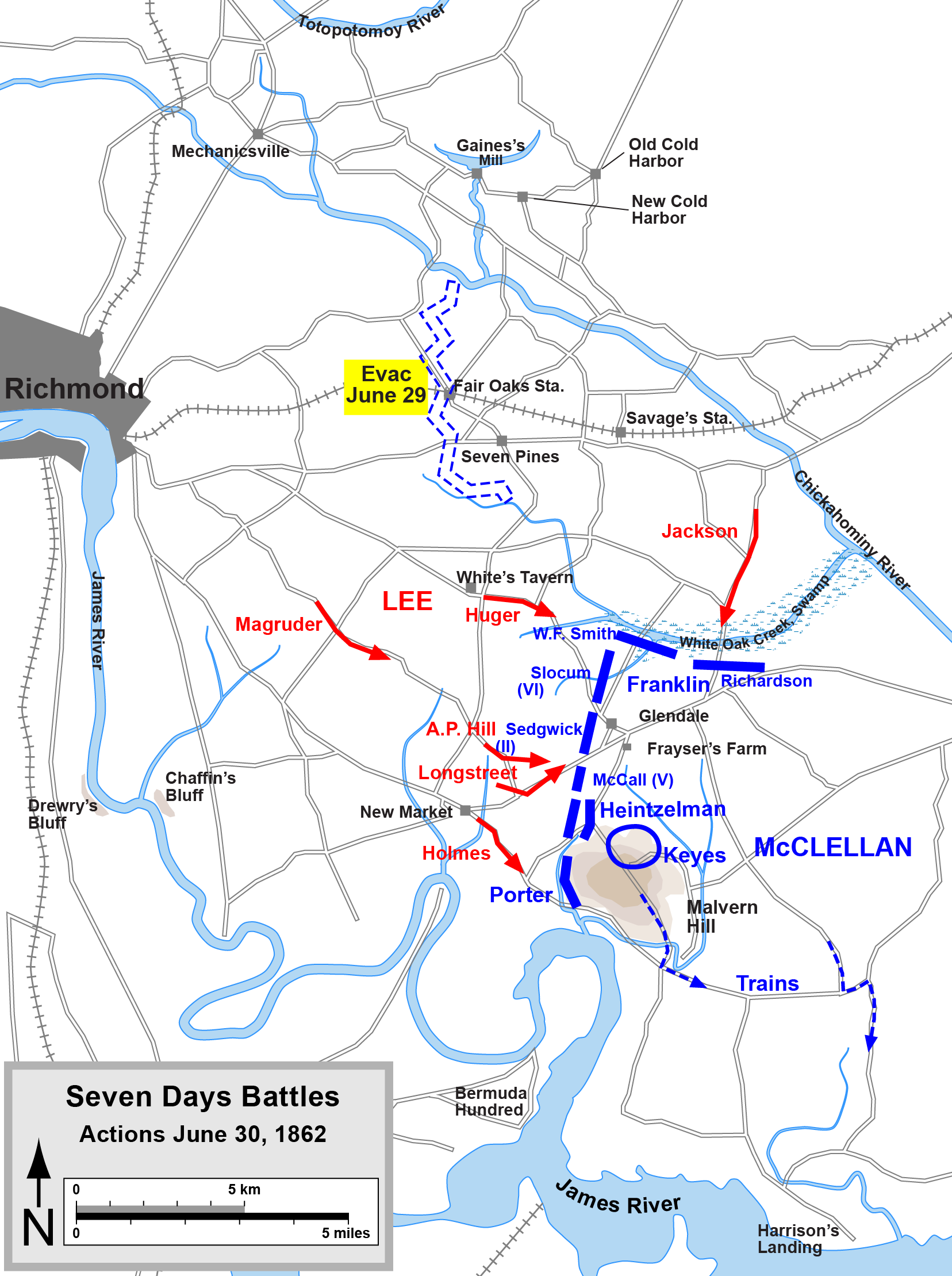
七日間の戦い、6月30日

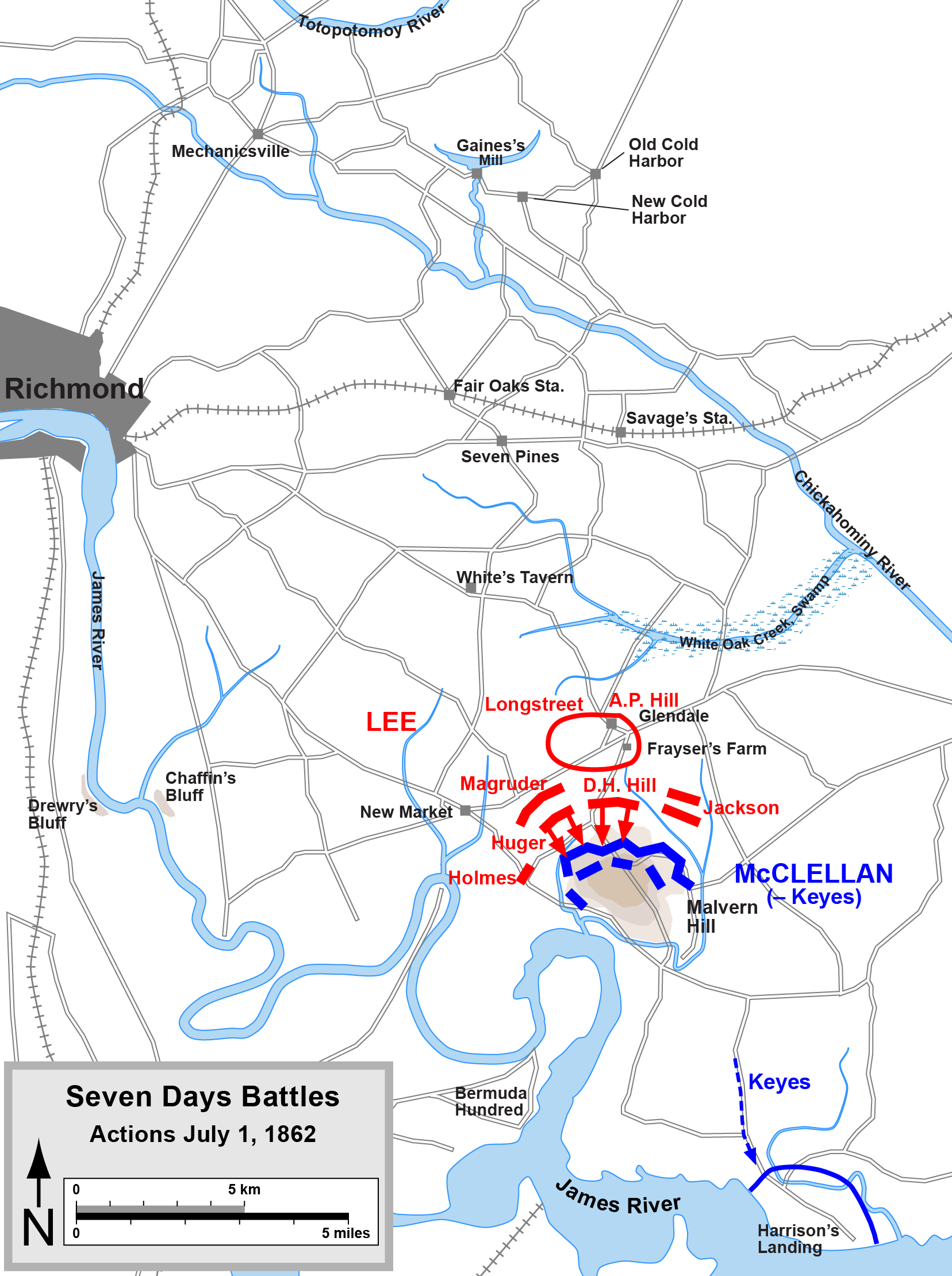
七日間の戦い、7月1日

### サベイジ駅の戦い（6月29日）
北軍の軍団はマクレランからの指示もないままに行動していたので、リッチモンド・ヨーク川鉄道のサベイジ駅近くの陣地まで動き、ホワイトオーク湿地当たりを通る難しい行軍の準備をした。マグルーダーはこの駅で北軍の後衛にぶつかっていった。マグルーダーは攻撃を組み立てるのが遅かったが、午後の半ばまでに北軍のサムナーの軍団とボールディ・スミスの師団に対する攻撃ができた。この時点でジャクソン隊の支援が得られると期待していたが、この方面作戦で3度目となるジャクソン隊の遅延が起こった。ジャクソンは29日の1日を部隊の休息に使い、近くに渡河地点があったにも拘わらず、チカホミニー川に架かる橋を再建していた。マグルーダーの攻撃は撃退され、北軍軍団は逃亡できたが、基本的にジャクソン隊の遅延が原因だった。6月30日の正午までに、ポトマック軍全軍がホワイトオーク湿地を通り抜けたが、撤退に統制が取れていなかったので、グレンデイルで糞詰まりになった。

### ホワイトオーク湿地の戦い（6月30日）
北軍のフランクリンが指揮する後衛はオーク橋を渡るところでジャクソン師団の動きを止め、砲火の応酬となった。一方主戦場はさらに2マイル (3 km)南のグレンデイルで起こっていた。ホワイトオーク湿地の戦いはしばしばグレンデイルの戦いの一部と考えられている。

### グレンデイルの戦い（6月30日）
リーは、ホワイトオーク湿地とフレイザー農園にある交差路との間で糞詰まりになっていた北軍に対して攻撃を集中させるよう命じた。フレイザー農園はもう一つの戦闘名にもなっている。リーの作戦は再度うまく実行されなかった。フーガー隊はチャールズ市道路にあった障害物によって進軍を遅らされ、戦闘に加われなかった。マグルーダー隊は優柔不断な行軍を行って結果的にホームズ隊と合流し、マルバーンヒルにいたポーター隊への攻撃は失敗した。ジャクソンは再度緩り動いてその日1日を川の北で過ごし、川を渉ってフランクリン隊を攻めたのも力の無いものだった（ホワイトオーク湿地の戦い）。リー、ロングストリートおよびそこを訪れていたジェファーソン・デイヴィス大統領は馬の背で戦いを観察していたが、激しい砲火が襲ってきて、一行の中で2人が負傷し、3頭の馬が殺されたときに撤退した。この後退のために、A・P・ヒルとロングストリートの部隊だけが戦闘に参加することになった。ロングストリートは戦争の残り期間彼を有名にすることになった戦力の集中という方法を採らず、バラバラに旅団を送るという方法を採ったので、戦果ははかばかしくなかった。この部隊は北軍ジョージ・マコールの師団を攻撃して後退させたが、その先鋒も北軍の支援部隊に直ぐに止められた。マコールはこの戦闘中に捕虜になった。ミード、サムナー、アンダーソン、フェザーストンおよびペンダーは負傷した。リーは、北軍が川の安全地帯に逃げ込む前にマクレラン軍を捕まえる機会があと一度あるのみとなった。

### マルバーンヒルの戦い（7月1日）
七日間の戦いの最後の戦闘は、北軍が初めて都合の良い陣地で戦ったものになった。マルバーンヒルは見通しが良く、大砲を据えるのに適していた。北に開けた野原は、マクレラン軍の砲兵隊長ヘンリー・J・ハント大佐によって据えられた250門の大砲からの砲火で隈無く攻撃できた。
その広がりの向こうの地形は湿地と鬱蒼たる森だった。リーはその陣地の側面を衝くよりも、自軍の大砲が歩兵の攻撃のための道を切り開くことを期待して、直接正面から攻撃させた（これは翌年のゲティスバーグの戦いにおけるピケットの突撃と同じような計算違いだった）。北軍の大砲は据えられた場所が良くまた熟練度も高かったので、その対砲兵射撃で南軍の多くの大砲を使えなくした。リーはその攻撃命令を一旦取り消し、その午後遅くに北軍の動きを観察して、北軍が撤退しつつあると考え、再度攻撃を命じた。その攻撃はうまく制御されておらず、D・H・ヒル、ジャクソン、最後にフーガーと別々の攻撃で散発となった。A・P・ヒル隊とロングストリート隊は動員されなかった。マクレランが居ない間、丘の上で上級士官となったポーターの隊は容易に攻撃を斥けた。リー軍は、この消耗戦で5,000名以上の損失（北軍は3,200名）を負い、リッチモンドへ後退した。一方北軍はハリソンズバーグへの撤退を完了した。

## 戦闘の後
七日間の戦いで半島方面作戦は終わった。ポトマック軍はウィリアム・ヘンリー・ハリソンの生地、バークリー・プランテーション周辺で宿営した。その背後はジェイムズ川であり、砲艦で守られていたが、暑さ、湿気および病気によって損失を出した。8月、エイブラハム・リンカーン大統領の命令で北バージニア方面作戦と第二次ブルランの戦いの時にバージニア軍を支援するために呼び戻された。
両軍共に損失は大きかった。リーの北バージニア軍は、七日間の戦いに投入した総計9万名以上のうち、約20,000名の損失（戦死3,494名、負傷15,758名、不明または捕虜952名）を出した。マクレラン軍の報告では総勢105,445名のうち、約16,000名の損失（戦死1,734名、負傷8,062名、不明または捕虜6,053名）を出した。南軍はその勝利にも拘わらず、その損失によって動揺させられた。
七日間の戦いの影響は大きかった。戦争の早期終結を予告して半島に渡った初期は好調だったが、マクレランの後退によって北軍の士気は潰れた。重い損失とリーや将軍達の戦術的にまずい行動にも拘わらず、南軍の士気は急上昇し、リーにとっては第二次ブルランの戦いからメリーランド方面作戦に至る攻撃的な戦略を続ける励みとなった。マクレランが以前任命されていた北軍の総司令官職は3月以降空席となっており、7月11日にヘンリー・ハレック少将に置き換えられた。ただし、マクレランはポトマック軍の指揮官に留まった。リーは自軍の再編で部下達の功績に応え、ホームズとマグルーダーはバージニア軍から外された。